# Cyrtodactylus loriae
Cyrtodactylus loriae este o specie de șopârle din genul Cyrtodactylus, familia Gekkonidae, ordinul Squamata, descrisă de Boulenger 1897. Conform Catalogue of Life specia Cyrtodactylus loriae nu are subspecii cunoscute.

## Galerie

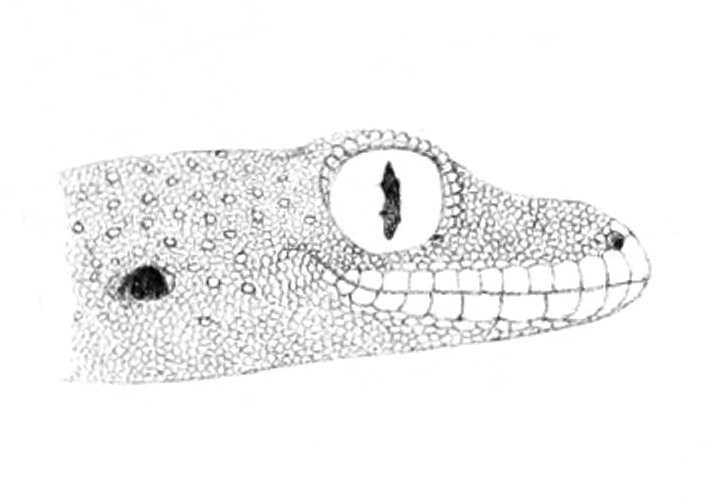
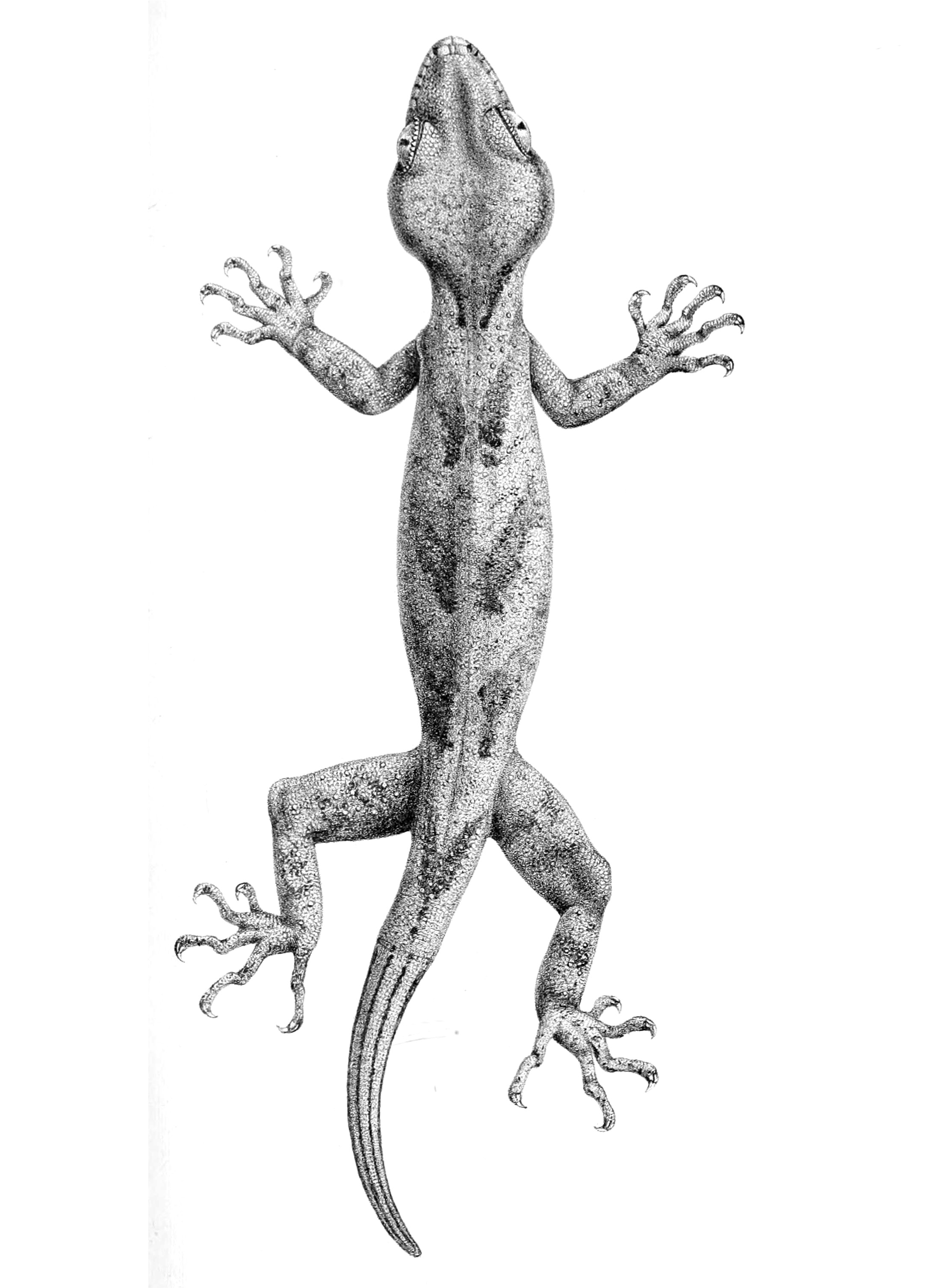